# André Phillips
Pour les articles homonymes, voir Phillips.
André Lamar Phillips  (né le 5 septembre 1959 à Milwaukee) est un athlète américain, spécialiste du 400 m haies. 

## Biographie
Étudiant à l'Université de Californie à Los Angeles, il remporte le titre NCAA du 400 m haies en 1981. Il se distingue sur le plan international en 1983 en établissant le temps de 47 s 78 lors du meeting de Cologne, puis en se classant deuxième du meeting de Coblence en 48 s 26 dans une course marquée par le record du monde de son compatriote Edwin Moses (47 s 02). Il se classe cinquième des championnats du monde inauguraux d'Helsinki en 49 s 24. Il se classe quatrième des sélections olympiques de 1984 et n'est pas retenu pour les Jeux de Los Angeles.
En 1985, André Phillips profite de l'absence sur blessure d'Edwin Moses pour décrocher son premier et unique titre de champion des États-Unis à Indianapolis en 47 s 67 (record personnel). Il remporte en fin de saison le titre du 400 m haies de la Coupe du monde des nations de Canberra en 48 s 42, devant le Soviétique Aleksandr Vasilyev et l'Allemand Harald Schmid. 
Blessé longuement en 1987, il s'incline une nouvelle fois face à Moses lors des sélections olympiques américaines de 1988 malgré un record personnel établi à 47 s 58. Le 25 septembre 1988, aux Jeux olympiques de Séoul, André Phillips crée la surprise en devenant champion olympique du 400 m haies en 47 s 19. Auteur d'un nouveau record olympique et d'un record personnel, l'Américain prend pour la première fois de sa carrière le dessus sur Edwin Moses, troisième de la course en 47 s 56, mettant fin à sa suprématie mondiale débutée douze ans plus tôt à Montréal.
Handicapé par de nouvelles blessures, André Phillips met un terme à sa carrière d'athlète en 1989.
Il est élu au Temple de la renommée de l'athlétisme des États-Unis en 2009.

## Palmarès

### International
| Date | Compétition                | Lieu     | Résultat | Épreuve     |
| ---- | -------------------------- | -------- | -------- | ----------- |
| 1983 | Championnats du monde      | Helsinki | 5e       | 400 m haies |
| 1985 | Coupe du monde des nations | Canberra | 1er      | 400 m haies |
| 1985 | Coupe du monde des nations | Canberra | 1er      | 4 × 400 m   |
| 1986 | Finale du Grand Prix       | Rome     | 1er      | 400 m haies |
| 1988 | Jeux olympiques            | Séoul    | 1er      | 400 m haies |

### National
- Championnats des États-Unis d'athlétisme : vainqueur du 400 m haies en 1985[2]
- Championnats NCAA : vainqueur du 400 m haies en 1981[3].

## Records
Avec son temps de 47 s 19, établi à Séoul en finale des Jeux olympiques de 1988, André Phillips se situe au cinquième rang des meilleurs « performeurs » de tous les temps sur 400 m haies derrière ses compatriotes Kevin Young, Edwin Moses et Bryan Bronson, et le Zambien Samuel Matete.
| Épreuve     | Performance | Lieu  | Date              |
| ----------- | ----------- | ----- | ----------------- |
| 400 m haies | 47 s 19     | Séoul | 25 septembre 1988 |